# William Wyndham (1er baronnet)
William Wyndham, 1er baronnet (vers 1632 – 29 octobre 1683) d'Orchard Wyndham, Somerset, est député de Somerset en 1656 et deux fois pour Taunton en 1659 et 1660. Il est shérif de Somerset en 1679-1680.

## Famille
William Wyndham est le fils aîné de John Wyndham (décédé en 1649) et petit-fils de John Wyndham (1558-1645) (en) d'Orchard Wyndham (descendant de Margaret Howard, fille cadette du 1er duc de Norfolk), et de son épouse Catherine Hopton, fille de Robert Hopton de Witham, Somerset.

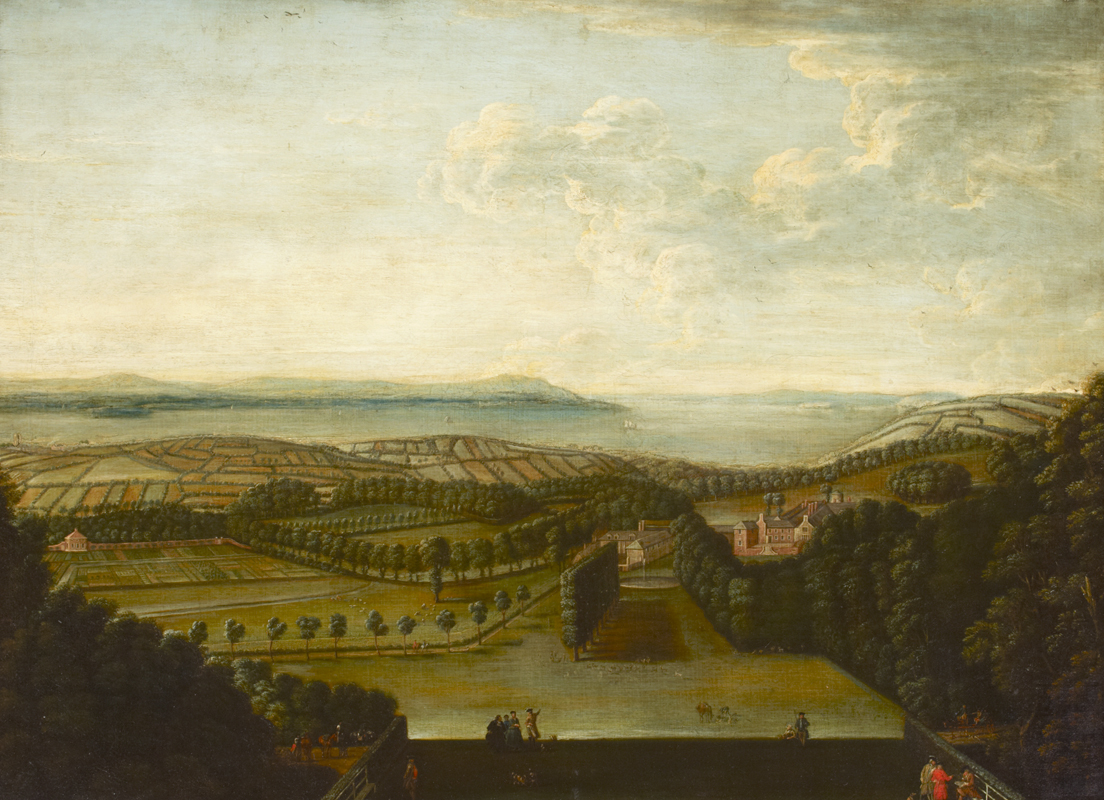
Orchard Wyndham: lieu de naissance de William Wyndham

## Carrière
Il succède à son père en 1649 quand il étudie à Lincoln's Inn et voyage à l'étranger de 1650 à 1653. En 1656, il est élu député de Somerset au Parlement du deuxième Protectorat. Il est élu député de Taunton en 1659 au Parlement du troisième protectorat. En 1660, il est élu député de Taunton au Parlement de la Convention. Le 24 août 1660, il est fait chevalier. En 1661, il est réélu député de Taunton au Parlement Cavalier. Il est créé par le roi Charles II baronnet "d'Orchard, Somerset", le 9 décembre 1661 et sert en tant que shérif de Somerset en 1679-1680.

## Mariage et descendance
Il épouse Frances Hungerford, fille d'Anthony Hungerford de Farleigh Castle, Somerset le 8 juin 1653, et a cinq fils et six filles dont: 
- Edward Wyndham (2e baronnet) (1667-1695), d'Orchard Wyndham, fils aîné et héritier.
- Joan Wyndham (1669-1687), première épouse de William Cary (c.1661-1710) de Clovelly, Devon[3].